# قرار مجلس الأمن التابع للأمم المتحدة رقم 1474
قرار مجلس الأمن التابع للأمم المتحدة رقم 1474، المتخذ بالإجماع في 8 نيسان / أبريل 2003، بعد التذكير بالقرارات المتعلقة بالحالة في الصومال، ولا سيما القرارات 733 (1992) و1407 (2002) و1425 (2002)، أعاد المجلس تشكيل فريق خبراء من أجل التحقيق في انتهاكات حظر الأسلحة المفروض على البلاد.

## القرار

### أعمال
وشدد المجلس، بموجب الفصل السابع من ميثاق الأمم المتحدة، على تجاوب جميع الدول مع حظر توريد الأسلحة، وأن أي عدم امتثال يشكل انتهاكًا لميثاق الأمم المتحدة. وقرر إعادة إنشاء فريق من أربعة خبراء عينهم الأمين العام ومقره في نيروبي لمدة ستة أشهر للتحقيق في انتهاكات حظر توريد الأسلحة برا وجوا وبحرا؛ نشر معلومات تفصيلية تتعلق بالانتهاكات وإنفاذ الحظر؛ إجراء البحوث الميدانية في الصومال ودول أخرى؛ تقييم قدرة الدول في المنطقة على التنفيذ الكامل لحظر الأسلحة، بما في ذلك عن طريق مراجعة الجمارك الوطنية ومراقبة الحدود؛ تعزيز التعاون مع الاتحاد الأفريقي. والتوصية بخطوات لتعزيز إنفاذها. علاوة على ذلك، كان مطلوبًا من اللجنة الخبرة في مجالات الطيران المدني والنقل البحري والشؤون الإقليمية والمعرفة بالبلد وتقديم تقرير إلى اللجنة المنشأة بموجب القرار 751 (1992).
طلب القرار التعاون الكامل من الدول المجاورة، والحكومة الوطنية الانتقالية في الصومال وغيرها من الكيانات أو الأفراد من خلال توفير الوصول دون عوائق إلى المعلومات لفريق الخبراء والدول لتقديم معلومات عن انتهاكات حظر الأسلحة؛ وكان يتعين إبلاغ المجلس بحالات عدم الامتثال. وسيتم إرسال بعثة من اللجنة إلى المنطقة لإظهار التصميم على تفعيل حظر الأسلحة، بينما يُطلب من جميع الدول المجاورة تقديم تقرير ربع سنوي. ودعيت المنظمات الإقليمية والاتحاد الأفريقي وجامعة الدول العربية إلى مساعدة الأطراف الصومالية في تنفيذ الحظر.

## روابط خارجية
- نص القرار في undocs.org